# Unicable
Unicable é um canal de televisão mexicano por assinatura produzido pelo grupo TelevisaUnivision. A sua programação centra-se no entretenimento, estilo de vida, moda, saúde, desfiles, séries, novelas e filmes.

## História
O canal foi lançado sob o nome Unicable em 1993, através do canal 28 da Cablevisión na Cidade do México, com a sua programação apresentando séries importadas da Univisión, Televisa, séries e filmes, após a Televisa ter deixado de ser um dos accionistas maioritários (temporariamente) da rede americana Univisión por ordem do governo mexicano. Em 2007, começou a aumentar o número de programas originais e a retransmitir produções anteriores do Canal de las Estrellas, deixando de lado os programas da Univisión e mantendo apenas alguns na sua programação, bem como entretenimento, estilo de vida, culinária, séries, filmes, desporto, notícias e documentários.
A 23 de Abril de 2018, o canal mudou o seu nome para "Canal U" ou simplesmente "U", logotipo e programação 100% dedicados às mulheres com programas e séries femininos. A 20 de Outubro desse ano, foi rebaptizado de Unicable.
Em 30 de Março de 2020, Unicable foi substituída pela versão latino-americana de Univision em toda a América Latina, excepto no México. A mudança ocorreu devido a uma aliança entre Univision Communications e Televisa Networks para lançar um canal de televisão com a programação da rede americana, gerida pela Televisa.

## Sinais
O sinal é transmitido nativamente em alta definição, ao mesmo tempo que o sinal de resolução padrão.
- Sinal do México: disponível exclusivamente para aquele país. O seu tempo de referência é o da Cidade do México (UTC-6/-5 DST).